# Lista civetta
Una lista civetta era una lista creata ad arte da partiti e coalizioni per aggirare il meccanismo dello scorporo contemplato dalla vecchia legge elettorale del 1993, per la parte riguardante la Camera dei deputati.
Quella legge elettorale, per tre quarti maggioritaria (con collegi uninominali di tipo anglosassone), e per il rimanente quarto proporzionale con sbarramento, prevedeva che un candidato nel collegio uninominale dovesse collegarsi ad una lista presente nella parte proporzionale, cui sottrarre (scorporare) la differenza di voti tra il primo candidato risultato vincente e il secondo.
Ad esempio se in un collegio elettorale il candidato vincente della coalizione A, collegato alla lista "alfa", ottiene 1000 voti in più del suo diretto rivale della coalizione B, quei mille voti di differenza devono essere sottratti alla cifra nazionale della lista "alfa" nel computo per l'assegnazione dei seggi della quota proporzionale. Ne segue perciò che lo scopo del meccanismo di scorporo va a vantaggio delle liste che hanno eletto pochi deputati nella quota maggioritaria o che non hanno presentato candidati collegati in quella quota. Si tratta di solito di liste di piccoli partiti.
Per aggirare questo meccanismo, i grandi partiti e le coalizioni evitano di collegare i loro candidati nei collegi uninominali alle liste reali di partiti reali, a cui nel caso di vittoria nell'uninominale verrebbero sottratti dei voti, e li collegano a liste fittizie, liste civetta per l'appunto, cui non corrisponde alcuna entità politica reale e che non otterranno mai una cifra nazionale superiore al 4% dei voti, la soglia di sbarramento prevista per la quota proporzionale al di sotto della quale non si ottengono seggi. Il candidato della coalizione A quindi, evita di collegarsi con la lista "alfa" o "beta", rappresentative di partiti reali, e si collega alla lista civetta "omega", cui viene sottratto il discriminante di voti tra il primo candidato e il secondo, mantenendo quindi integra la rappresentanza proporzionale dei partiti.

## Il "caso" delle elezioni del 2001
Le liste civetta furono utilizzate nella tornata elettorale del 2001 sia dall'Ulivo (Paese Nuovo) che dalla Casa delle Libertà (Abolizione Scorporo) e ciò comportò la perdita per Rifondazione Comunista - l'unico partito non coalizzato ad aver superato il quorum - di 7 seggi a vantaggio delle due coalizioni. Nel caso della CdL, tuttavia, l'abuso delle liste civetta impedì a Forza Italia di ottenere dei seggi in quanto la lista, avente diritto a 62 seggi, disponeva solo di 55 candidati (gli altri erano collegati, appunto, ad Abolizione Scorporo).
Per garantire il plenum di 630 deputati della Camera, il 29 maggio 2001 l'Ufficio centrale nazionale della Corte di cassazione decise in base all'art. 84 del testo unico e all'art. 11 del dpr 14 del 1994 di assegnare 5 di questi 7 scranni "vuoti" a candidati di FI sconfitti nell'uninominale, uno ai DS (Katia Zanotti) e uno alla Margherita (Egidio Banti). Tuttavia, questa disposizione non teneva conto del fatto che dei 60 politici forzisti eletti 11 erano plurieletti, cioè risultati vincenti in più circoscrizioni (e tra essi vi erano anche Cesare Previti e Silvio Berlusconi), quindi avevano liberato altrettanti posti parlamentari non assegnabili, in quanto non vi erano più esponenti collegati a Forza Italia.
La Camera cominciò quindi i suoi lavori con soli 619 deputati, senza plenum, con varie proposte su come assegnare questi 11 scranni. L'Ulivo propose di dividerli tra gli altri partiti che avevano superato il quorum del 4%, in questa maniera: 4 ai DS, 3 alla Margherita, 2 ad Alleanza Nazionale e 2 al PRC; tuttavia la giunta per elezioni si espresse al riguardo in maniera negativa. Il centrodestra propose di assegnare i seggi ad esponenti della Casa delle Libertà (Claudio Scajola si limitò a citare la sola Forza Italia) ma anche questa ipotesi cadde nel vuoto, perché l'impossibilità di effettuare questo ripescaggio discendeva direttamente dalla decisione di presentare le liste civetta e di collegarvi i propri candidati.
Il giurista Carlo Fusaro e l'esponente di AN Mirko Tremaglia proposero di assegnare questi seggi alla Circoscrizione Estero, introdotta con legge costituzione n. 1 del 2001 ma non ancora entrata in vigore (lo avrebbe fatto alle successive consultazioni del 2006); tuttavia questa soluzione si basava su criteri pratici e non giuridici, senza aver nessun tipo di appiglio né nella dottrina né nella prassi, e pertanto venne scartata. Il costituzionalista Michele Ainis propose di suddividere questi seggi alle liste che avevano preso meno del 4% dei voti (in particolare la Lega Nord e l'Italia dei Valori, assestatesi al 3,9%) ma tale ipotesi violava la legge elettorale e rischiava di andare contro la volontà popolare; pertanto, essa non venne presa in considerazione.
In ultimo, il 15 luglio 2002 Montecitorio approvò un ordine del giorno presentato da Filippo Mancuso secondo cui "non sussistono le condizioni per assegnare i seggi corrispondenti ai deputati plurieletti della lista Forza Italia non attribuiti per insufficienza di candidature della medesima lista in tutte le circoscrizioni". Tuttavia la questione rimaneva irrisolta per il futuro: cosa fare se il caso si fosse ripresentato? Il Parlamento rispose con la legge 4 aprile 2005 n. 47, secondo la quale i seggi conquistati da un partito ma non assegnabili ad esso sarebbero andati a candidati non proclamati nei collegi uninominali appartenenti al gruppo politico organizzato di cui faceva parte la lista. Tale disposizione venne ovviamente abrogata pochi mesi dopo, quando il legislatore abrogò il Mattarellum e introdusse il Porcellum.